# Vösendorf
Vösendorf är en ort och kommun  i Österrike. Den ligger i distriktet Mödling i förbundslandet Niederösterreich, cirka 10 kilometer söder om Wien.